# John Melin
John Erik Melin (ur. 18 maja 1895 w Karlskodze, zm. 6 kwietnia 1966 w Sztokholmie) – szwedzki aktor filmowy. Na przestrzeni lat 1919–1964 wystąpił w około 100 produkcjach.

## Wybrana filmografia
- Kryzys (Kris, 1946)
- Drömsemester (1952)
- Sju svarta be-hå (1954)
- Far och flyg (1955)